# Immunité grégaire
Ne doit pas être confondu avec l'immunité croisée.

Le schéma en haut montre l'éruption d'une épidémie dans une communauté où quelques individus sont infectés (en rouge) tandis que le reste de la population est sain mais non immunisé (en bleu) ; la maladie se répand librement dans la communauté. Le schéma du milieu montre la même population où un petit nombre de personnes est immunisé (en jaune) ; ces individus ne sont pas affectés par la maladie, mais les autres le sont. sur le schéma en bas, le pourcentage de la population immunisée a dépassé le seuil critique ; cela empêche la maladie de se propager de manière significative, même auprès des personnes non immunisées.

L'immunité grégaire, aussi appelée immunité de communauté, immunité collective ou encore immunité de groupe, est le phénomène par lequel la propagation d'une maladie contagieuse peut être enrayée dans une population si une certaine proportion des individus est immunisée, soit par vaccination, soit par immunité croisée, soit parce qu'après avoir été contaminés ils n'ont pas développé la maladie ou en ont guéri.
En effet, plus la proportion de personnes immunisées augmente, plus le risque pour une personne non immunisée de rencontrer un malade et d'attraper sa maladie diminue. Au-delà d'un certain seuil, il devient impossible pour la maladie de se maintenir dans la population et elle finit par disparaître. Ce seuil dépend, entre autres, de la contagiosité de la maladie. Ainsi, au cours du XXe siècle, la vaccination de masse contre la variole a permis d'atteindre son seuil d'immunité grégaire (situé aux environs de 80-85 %) dans la plupart des pays du monde, permettant d'éliminer cette maladie.

## Histoire
Dès la première moitié du XIXe siècle, des observateurs notent des conséquences intéressantes de la vaccination contre la variole. Vers 1840, l'épidémiologiste William Farr (1807-1883) déclare : « La variole peut être entravée, et même arrêtée, par la vaccination ne protégeant qu'une partie de la population... », ce qui serait la première reconnaissance d'une protection indirecte par la vaccination, étendue aux non-vaccinés.
Au début du XXe siècle, les épidémiologistes prennent en compte la dynamique des populations, l'équilibre évolutif qui s'instaure entre les individus infectés, susceptibles et immunisés (par la maladie ou un vaccin). Cela est rendu possible par une meilleure compréhension des maladies infectieuses étudiées non plus d'un point de vue individuel, mais collectif.
Désormais, les statistiques sanitaires ne concernent plus seulement la mortalité, mais aussi la morbidité (taux de malades), d'autre part l'immunologie se développe en tant que discipline autonome, ce qui amène à un travail théorique réunissant les deux disciplines (épidémiologie et immunologie) dans un domaine commun.
L'expression « herd immunity » (ou immunité de troupeau) apparaît en 1923 lors d'une publication portant sur des épidémies reproduites sur des souris de laboratoire. Les auteurs ne distinguent pas clairement entre la protection directe (l'immunité des individus vaccinés) et la protection indirecte des individus non vaccinés.
Par la suite, « l'effet troupeau », ou immunité de groupe, désignera plus particulièrement la protection indirecte des individus non immunisés par la présence et la proximité des individus immunisés. C'est la métaphore du troupeau qui, pour se défendre des prédateurs, place les individus les plus faibles au centre, entourés des individus les plus forts.
Dans les années 1970, notamment à l'occasion de la campagne mondiale d'éradication de la variole, des travaux théoriques sont réalisés sur l'existence d'un effet-seuil de l'immunité de groupe. Par exemple, sur le taux de couverture vaccinale nécessaire pour arrêter ou interrompre une épidémie. Ces premiers travaux de modélisation supposent que l'immunité est une propriété simple, binaire (protégé/vulnérable), stable et permanente (à la fois contre l'infection inapparente, et contre la maladie manifeste).
À partir des années 1980, il s'avère que ces modèles simples sont trop imprécis, voire inexacts, et qu'il faut tenir compte de nombreuses subtilités et autres facteurs, tels que la durée de l'immunité, ses différentes formes (protection contre la transmission, l'infection, la maladie ou les complications de la maladie), de même pour la dynamique des populations (hétérogénéité, déplacements, existence de sous-groupes particuliers...).

## Mécanismes

### Protection de la population
L'immunité d'une population représente les capacités de résilience de cette population vis-à-vis d'un micro-organisme donné. Cette population peut être le résultat d'une longue évolution au cours de laquelle ont été sélectionnés les individus « bon répondeurs » les plus résistants. À côté de cette immunité préexistante, il existe une immunité plus actuelle où la propagation d'une maladie contagieuse peut être enrayée dans une population si un certain pourcentage des individus sont directement immunisés,  soit par vaccination, soit par contact naturel avec l'agent causal (« vaccination naturelle » – après contamination, sans symptômes ou avec une maladie guérie).
Par exemple, avant la vaccination, et durant des siècles, les cycles épidémiques de la variole ou de la rougeole illustrent cette résilience naturelle. La mortalité est élevée, mais avec une immunité acquise des survivants, phénomène qui doit se reproduire pour chaque génération. Toutes choses égales par ailleurs, cette immunité collective explique pourquoi, lors de l'introduction de la variole et de la rougeole aux Amériques, les Européens « résistent » mieux que les populations amérindiennes naïves du point de vue immunologique.
La vaccination agit comme une sorte de pare-feu, ralentissant ou empêchant la transmission de la maladie au sein d'une population. Les individus non vaccinés sont indirectement protégés par les individus vaccinés, car ces derniers ont moins de chances de contracter et de transmettre la maladie. C'est pourquoi une politique de santé publique d'immunité grégaire peut être utilisée pour réduire la propagation d'une maladie et, ainsi, protéger un sous-groupe vulnérable car non vacciné. C'est notamment le cas des individus qui ne peuvent pas être vaccinés à cause d'une condition médicale, comme une immunodéficience acquise, ou les personnes présentant des allergies au vaccin.
L'immunité grégaire ne s'applique généralement qu'aux maladies contagieuses. Elle ne s'applique pas à des maladies telles que le tétanos, maladie infectieuse mais non contagieuse, où le vaccin ne protège que la personne vaccinée. 

### Seuil d'immunité grégaire
| Maladie | Transmission      | R0    | Seuil d'immunité grégaire |
| --- | ----------------- | ----- | ------------------------- |
| Diphtérie | Salive            | 6-7   | 85 %                      |
| Rougeole | Voie aérienne     | 12-18 | 83-94 %                   |
| Oreillons | Gouttes de salive | 4-7   | 75-86 %                   |
| Coqueluche | Gouttes de salive | 12-17 | 92-94 %                   |
| Polio | Voie fécale-orale | 5-7   | 80-86 %                   |
| Rubéole | Gouttes de salive | 5-7   | 83-85 %                   |
| Variole | Contact social    | 6-7   | 83-85 %                   |
| R0 est le ratio basique de reproduction, ou le nombre moyen de cas d'infection secondaire produits par un seul cas au sein d'une population non vaccinée. |                   |       |                           |

La proportion d'individus immunisés dans une population au-delà de laquelle une maladie ne peut plus persister s'appelle le « seuil d'immunité grégaire ». Sa valeur varie avec la virulence d'une maladie, l'efficacité d'un vaccin et le paramètre de contact pour une population donnée. Aucun vaccin n'offre une protection complète, mais la propagation d'une maladie est beaucoup plus importante parmi les individus non vaccinés.

Effet théorique du nombre de reproduction de base sur l'évolution du nombre de nouveaux cas. Plus le est grand, plus les pentes de croissance et décroissance sont raides, plus le pic (immunité collective) est élevé, et plus l'épisode épidémique sera court.

L'objectif général des politiques de santé publique est d'établir l'immunité grégaire au sein des populations. Des complications apparaissent lorsque les campagnes de vaccination ne sont pas possibles, ou lorsque les vaccins sont rejetés par une partie de la population. Depuis 2009, l'immunité grégaire est compromise dans certaines régions. Des maladies évitables par la vaccination, dont la coqueluche, les oreillons et la rougeole, y ont refait leur apparition en partie à cause du refus des parents de vacciner leurs enfants,,.
Un rapport du Centre pour le contrôle et la prévention des maladies (CDC) a analysé le taux d'hospitalisation pour la gastroentérite aux États-Unis avant et après l'introduction du programme de vaccination infantile contre le rotavirus en 2006. L'analyse montre non seulement que le taux d'hospitalisation chez les enfants a été grandement réduit, mais les adolescents et les adultes, qui ne sont généralement pas vaccinés contre le rotavirus, ont également été moins hospitalisés. Depuis que le vaccin contre le rotavirus a été introduit, le taux d'hospitalisation due au rotavirus chez les enfants de moins de cinq ans a décru de 80 %, chez les enfants de 5 à 14 ans il a décru de 70 %, et chez les personnes âgées de plus de 65 ans il a décru de 14 %. Le déclin du taux d'hospitalisation chez les personnes âgées de 14 à 65 ans se trouve quelque part entre ces chiffres. Ce rapport démontre que l'immunité grégaire provoquée par le programme de vaccination des enfants contre le rotavirus profite au reste de la population,.

## Transmission dans les populations hétérogènes
Le modèle mathématique standard de modélisation des maladies infectieuses s'applique seulement aux populations homogènes, c'est-à-dire dans des conditions idéales où tous les individus sont répartis au hasard, soit tout à fait immuns, soit tout à fait susceptibles, chaque individu infecté étant capable de transmettre la maladie à n'importe quel individu, quels que soient son origine sociale ou son lieu d'habitation. Plus spécifiquement, la relation entre le nombre basique de reproduction R0 et le seuil d'immunité grégaire repose sur un calcul qui est seulement valide dans une population idéalement bien mélangée. 
Dans la réalité, les populations sont le plus souvent hétérogènes, la théorie doit alors s'adapter à de véritables populations importantes composées de réseaux sociaux, dans lesquels la maladie ne peut seulement se transmettre qu'entre pairs et voisins (famille, école, groupes sociaux...). 
La forme d'un réseau social peut altérer le niveau de vaccination requis pour atteindre l'immunité grégaire,. Les réseaux sociaux ont un seuil d'immunité grégaire plus bas. Chez les humains, la perception de cet élément peut entraîner un refus de vaccination, rendant l'immunité grégaire plus fragile. 
D'un point de vue pratique, ceci peut conduire, par exemple, à cibler des campagnes de vaccinations vers des groupes particuliers à hauts risques, les populations mobiles ou en situation de précarité, etc.. 